# Tadeusz Jan Wolański
Tadeusz Jan Wolański (ps. Doktór, Janek, Kamieński, dr Janek, ur. 25 maja 1910, zm. 17 sierpnia 1959) wcześniej znany jako Izak Backer syn Józefa, Żyd z pochodzenia – polski doktor medycyny, działacz robotniczy KPZU (do 1928), KPP (do 1939) i PPR, członek Gwardii Ludowej i Armii Ludowej (od 1942), szef służb medycznych AL, prezydent Częstochowy od 30 marca 1945 do 18 czerwca 1947 roku, honorowy obywatel miasta Częstochowa, wiceminister pracy i opieki społecznej (od 17 stycznia 1959). Pochowany w Alei Zasłużonych na cmentarzu Powązki Wojskowe w Warszawie (kwatera A25-tuje-4).